# Jos Peltzer (voetballer, 1954)
Jos Peltzer (Den Bosch, 10 maart 1954) is een voormalig Nederlands voetballer die als rechter aanvaller speelde. Hij begon met voetballen bij de amateurs van TGG in Den Bosch. Hij kwam in het profvoetbal uit voor FC Den Bosch (1972-1977), Sparta Rotterdam (1977-1978) en SC Cambuur (1978-1988). Ook zijn zoon Jos werd voetballer.